# Godeanu
Godeanu est une commune roumaine du județ de Mehedinți, dans la région historique de l'Olténie et dans la région de développement du Sud-Ouest.

## Géographie
La commune de Godeanu est située dans le nord-ouest du județ, dans la vallée de la rivière Topolnița, dans les Monts Mehedinți (Munții Mehedinți), à 25 km au nord-ouest de Drobeta Turnu-Severin, la préfecture du județ.
La commune est composée des quatre villages suivants (population en 2002) :
- Godeanu (219), siège de la municipalité ;
- Marga (108) ;
- Păunești (231) ;
- Șiroca (221).

## Histoire
La commune a fait partie du royaume de Roumanie dès sa création en 1878.

## Religions
En 2002, 99,87 % de la population étaient de religion orthodoxe.

## Démographie
En 2002, les Roumains représentaient la totalité de la population. La commune comptait 560 logements.
| 2002 | 2007 |
| ---- | ---- |
| 779  | 677  |

## Économie
L'économie de la commune est essentiellement agricole. Une unsine de chaux existe sur le territoire communal.

## Lieux et monuments
- Marga, grotte Topolnița (Peștera Topolnița).
- Păunești, église en bois ST Dimitri (Sf Dimitrie) de 1835.